# Golfo di Gaeta
Il golfo di Gaeta si trova nel medio mar Tirreno ed è compreso tra il promontorio del Circeo a nord-ovest e Capo Miseno a sud.

## Descrizione
Il golfo di Gaeta si trova a cavallo tra le regioni del Lazio e della Campania, ricomprendendo rispettivamente le coste relative alla parte finale meridionale-occidentale della prima, costituita dal litorale esteso dal Circeo alla piana del fiume Garigliano, ed alla parte iniziale settentrionale-occidentale della seconda, costituita prevalentemente dalla piana del fiume Volturno. Vi sfociano anche il Portatore, il Savone e i canali Sisto e Agnena. 
Oltre a questi due ci sono altri due canali artificiali: quello di Santa Anastasia che collega il lago di Fondi al mare e il Vecchio di Patria che collega l’omonimo lago al mare. Adiacente al golfo si trova l'arcipelago delle isole Ponziane, costituito dalle isole di Ponza, Ventotene, Palmarola, Santo Stefano, Zannone e lo scoglio di Gavi.
Le città che si affacciano sul golfo di Gaeta sono: San Felice Circeo, Terracina, Sperlonga, Itri, Gaeta, Formia, Minturno, Sessa Aurunca, Cellole, Mondragone, Castel Volturno, Giugliano in Campania, Pozzuoli, Bacoli e Monte di Procida; contando anche i comuni insulari abbiamo: Procida, Ischia, Casamicciola Terme, Lacco Ameno, Forio, Ponza e Ventotene. 
Il golfo ha una forte vocazione turistica grazie a numerose spiagge situate tra San Felice Circeo, Terracina, Sperlonga, Gaeta, Formia, Minturno, Baia Domizia (litorale di Sessa Aurunca e Cellole) e Mondragone. Il porto più importante è il porto commerciale di Gaeta, mentre i porti di Terracina e Formia hanno collegamenti con le due maggiori isole pontine, Ponza e Ventotene.